# Asbach-Bäumenheim
Asbach-Bäumenheim é um município da Alemanha, localizado no distrito de Donau-Ries, no estado de Baviera.